# Karl Friedrich Ermisch
Karl Friedrich Ermisch (Dresden, 13 juli 1898 - Leipzig, 22 juli 1970) was een Duits entomoloog.
Ermisch volgde de lerarenopleiding en daarna was hij, van 1921 tot 1933, leraar in Sohl in Bad Elster, Vogtland. Nadat hij verhuisd was naar Düsseldorf, in 1935, werd hij lid van het Arbeitsgemeinschaft Rheinischer Koleopterologen. Na de Tweede Wereldoorlog ging hij terug naar dezelfde school, in Sohl, om er leraar en later schoolhoofd te worden. Hij werkte nog op diverse andere scholen a.o. als docent biologie om vervolgens, in 1963, met pensioen te gaan.
Na zijn studie verwierf hij een kleine insectencollectie en sindsdien begon hij zelf te verzamelen en bleef dat zijn leven lang doen. Hij ondernam reizen naar de Kaukasus en Bulgarije om daar kevers te verzamelen. Karl Ermisch was decennialang, wereldwijd de toonaangevende specialist op het gebied van de spartelkevers (Mordellidae) en beschreef vele van deze keversoorten die nog onbekend waren voor de wetenschap.
Zijn insectenverzameling is gedeeltelijk verloren gegaan, de overgebleven collectie wordt bewaard in het Museum für Tierkunde Dresden.
- Gemeinsame Normdatei: 136769160
- Nederlandse Thesaurus van Auteursnamen: 297430599
- Système universitaire de documentation: 235498513
- Virtual International Authority File: 306232201
- WorldCat: E39PBJpV9TBmKrcVp7PR4W6Yfq